# Rügge
Rügge (dänisch: Rygge) ist eine Gemeinde im Kreis Schleswig-Flensburg in Schleswig-Holstein. Fraulund (dän. Fruelund, angeldän. Frûlund, Fråwlund), Blick (Bleg) und Hye gehören zum Gemeindegebiet.

## Geografie und Verkehr
Rügge liegt etwa zehn Kilometer westlich von Kappeln in ländlicher Umgebung. Nördlich verläuft die Bundesstraße 199 von Kappeln nach Flensburg, südlich die Bundesstraße 201 von Kappeln nach Husum.

## Geschichte
In der dänischen Zeit vor 1864 gehörte der Ort zum Kirchspiel Norderbrarup (Nørre Brarup Sogn) in der Struxdorfharde (Schleswig Amt) im Herzogtum Schleswig. Der Ortsname ist erstmals 1460 schriftlich dokumentiert und geht zurück auf dän. ryg bzw. altnordisch hryggr für Rücken, was hier einen langgestreckten Hügel meint. Blick steht vermutlich für einen Bleichplatz (vgl. altnord. blik für Glanz und bleikja für bleichen). Frauland bedeutet in einer poetischen Bedeutung Frauenhain zu dän. frue und lund.
Im Gemeindegebiet befand sich eine befestigte Hofanlage, die 1487 erwähnt wurde.

## Religion
69 % der Einwohner sind evangelisch. Für sie ist die Evangelisch-Lutherische Kirchengemeinde Süderbrarup zuständig, deren nächste Kirche St. Marien in Norderbrarup ist.
Katholiken wurden beim Zensus 2011 in Rügge nicht registriert.

## Politik

### Gemeindevertretung
Bei der Kommunalwahl am 14. Mai 2023 wurden insgesamt neun Sitze vergeben. Diese fielen erneut alle an die Kommunale Wählervereinigung Rügge. Die Wahlbeteiligung betrug 73,3 %.

### Wappen
Blasonierung: „In Grün auf einem goldenen Hügel, darin ein schwarz-silbernes Angler Sattelschwein, ein goldener emporwachsender Ast mit drei Eichenblättern, darüber ein goldener Angelner Dreiseithof.“

## Wirtschaft
Die Gemeinde ist überwiegend landwirtschaftlich geprägt.

## Persönlichkeiten
- Egon Schübeler (1927–2022), Bürgermeister 1955–1978, Autor der Ortschronik (1995)